# Mino Reitano
Beniamino Reitano, detto Mino (Fiumara, 7 dicembre 1944 – Agrate Brianza, 27 gennaio 2009), è stato un cantautore, compositore e attore italiano.
Artista conosciuto per la sua vitalità e per l'esuberanza interpretativa, ha portato spesso nelle sue canzoni i temi dell'amore romantico, del Mezzogiorno e della condizione dell'emigrante.
Autore delle musiche di quasi tutte le canzoni da lui incise (spesso in collaborazione con i fratelli Franco e Domenico), ha scritto anche diversi brani per altri artisti, di cui il più noto è Una ragione di più scritta insieme a Franco Califano per Ornella Vanoni, considerato un evergreen della musica leggera italiana, e anche canzoni per bambini molto note, come La sveglia birichina.

## Biografia

### Gioventù ed esordi

Reitano a sinistra, insieme ai fratelli nel 1960

Il primo trafiletto su Mino Reitano, pubblicato su Sorrisi e Canzoni nº 32 del 6 agosto 1961 a pagina 36, in cui viene erroneamente indicata Reggio Calabria come luogo di nascita.

Beniamino Reitano nasce il 7 dicembre 1944 e perde la madre quando ha due anni; il padre Rocco fa il ferroviere e, nel tempo libero, suona il clarinetto ed è direttore della banda musicale del paese in cui vive, Fiumara, piccolo centro vicino a Reggio Calabria. Da giovane studia musica per otto anni al Conservatorio Francesco Cilea suonando il pianoforte, il violino e la tromba; all'età di dieci anni è ospite della trasmissione televisiva La giostra dei motivi, presentata da Silvio Gigli. Esordisce come musicista rock and roll insieme ai fratelli Franco, Antonio e Vincenzo e a Franco Minniti (il nome del complesso varia da Fratelli Reitano, Franco Reitano & His Brothers, Beniamino e i Fratelli Reitano) e con loro partecipa al Festival di Cassano allo Ionio e alla Rassegna della musica calabrese; nel 1961 esordisce con il 45 giri Tu sei la luce/Non sei un angelo, che gli procura il primo trafiletto su una rivista nazionale, TV Sorrisi e Canzoni. Alla fine dello stesso anno si trasferisce in Germania, dove il gruppo è scritturato per una serie di esibizioni, tra cui un club in cui suona insieme ai Beatles ai loro esordi (Reitano raccontò in seguito in molte occasioni l'episodio e il fatto di aver legato in particolare con John Lennon). Tornato in Italia, pubblica nel 1963 il suo secondo 45 giri, Robertina Twist e il terzo, Twist Time, che passano inosservati. Continua però a suonare in Germania, anche nei locali della Reeperbahn di Amburgo e a pubblicare in quel paese alcuni dischi, inediti in Italia, con il nome di Beniamino (ad esempio Der Großmogul Von Istanbul).
Nel 1965 partecipa al Festival di Castrocaro cantando in inglese It's over di Roy Orbison, senza vincere ma piazzandosi in finale. Ottenuto un contratto con la Dischi Ricordi, pubblica nel 1966 La fine di tutto, versione in italiano di It's over, e l'anno successivo esordisce al Festival di Sanremo con una canzone scritta da Mogol e Lucio Battisti, Non prego per me, in coppia con The Hollies. In estate partecipa con Quando cerco una donna al Cantagiro 1967. Passa poi alla Ariston Records di Alfredo Rossi e nel 1968 è in hit parade con Avevo un cuore (che ti amava tanto) (pubblicata alla fine dell'anno precedente e con cui torna al Cantagiro) e Una chitarra, cento illusioni, che supera le 500 000 copie vendute e ottiene quindi il disco d'argento. È grazie al successo di questi brani che acquistò, insieme a papà Rocco e ai fratelli, un appezzamento di terreno ad Agrate Brianza, dove fu costruito il "Villaggio Reitano" che dal 1969 ospita le diverse generazioni della famiglia Reitano.

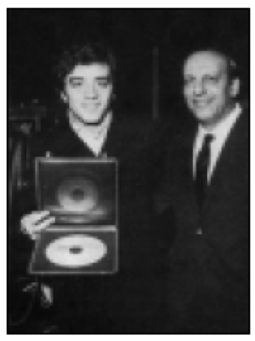
Mino Reitano riceve da Alfredo Rossi il disco d'argento per le 500000 copie vendute di Una chitarra, cento illusioni (nel febbraio 1969)

Nello stesso anno scrive Il diario di Anna Frank, portata al successo dai Camaleonti (e da loro inserita nel loro terzo 33 giri, pubblicato quell'anno, Io per lei); scrive inoltre Quel ragazzo che non sorride mai, portata al successo da Alessandra Casaccia, e Questo amore, incisa da Palma Calderoni. Nel 1969 Reitano ritorna al Festival di Sanremo con Meglio una sera piangere da solo (in coppia con Claudio Villa); nello stesso anno scrive la musica di Una ragione di più, portata al successo da Ornella Vanoni (che ha nuovamente inciso la canzone nel 2008 in duetto con Giusy Ferreri per l'album Più di me), su testo di Franco Califano e della stessa Vanoni, e pubblica l'LP Mino canta Reitano, che contiene tra le canzoni una cover di Prendi fra le mani la testa, successo di Riki Maiocchi scritto sempre da Mogol-Battisti. Nell'estate dello stesso anno partecipa al Cantagiro 1969 con Daradan; l'anno successivo scrive Canne al vento, per Giovanna. Altro successo del periodo è Gente di Fiumara, canzone dedicata al paese natale. Sempre nel 1969 è autore di Perché l'hai fatto, su testo di Donata Giachini. La canzone, semifinalista a Un disco per l'estate 1969, è la più nota fra quelle incise da Paolo Mengoli.

### Anni settanta
Dal 1970 al 1975 partecipa a sei edizioni consecutive di Un disco per l'estate, superando sempre la fase eliminatoria. La sua prima partecipazione del 1970 è con Cento colpi alla tua porta, nel 1971 vince l'ottava edizione della gara canora con Era il tempo delle more, uno dei suoi dischi più venduti. Nello stesso anno scrive la canzone Ora ridi con me, presentata da Paolo Mengoli al Disco per l'estate e classificatasi tra le dodici finaliste. Torna a Saint Vincent (dove si svolgevano le finali della manifestazione) nel 1972 con Stasera non si ride e non si balla (ottavo posto in finale), nel 1973 con Tre parole al vento (terzo posto in finale), nel 1974 con Amore a viso aperto (semifinalista) e nel 1975 con E se ti voglio (terzo posto in finale). Sono gli anni in cui inanella una serie di buoni piazzamenti e riconoscimenti (Cantagiro, Festivalbar, dischi d'oro e tournée all'estero). Partecipa inoltre per otto anni a Canzonissima, classificandosi sempre ai primi posti, ottenendo il miglior piazzamento a Canzonissima 1973 dove si classifica secondo con Se tu sapessi amore mio.
Nel 1971 recita anche in uno spaghetti western, Tara Pokì di Amasi Damiani, incidendo anche la canzone principale della colonna sonora, La leggenda di Tara Poki. È protagonista del film musicale Calabria Mia dove appare al suo fianco una giovanissima attrice e Miss cinema italia, Maria Pia Liotta.
Tre anni dopo incide Dolce angelo, cover di Sugar baby love, successo dei Rubettes, e l'anno successivo pubblica l'album Dedicato a Frank che lo mostra in copertina con Frank Sinatra, assieme al quale aveva recentemente duettato in occasione di un concerto a Miami per il capodanno del 1974.
Non mancano le partecipazioni a show televisivi e la composizione di sigle musicali, tra cui la più nota è Sogno, dal programma Scommettiamo?, condotto da Mike Bongiorno sulla prima rete Rai nel 1976. Nello stesso anno scrive un romanzo intitolato Oh Salvatore!, storia di un emigrante con alcuni spunti autobiografici, pubblicato dalle Edizioni Virgilio di Milano, opera che riscuote un discreto successo di critica e pubblico. Nel 1977 partecipa al Festivalbar con Innocente tu, abbinata sul lato B alla canzone intitolata Ora c'è Patrizia, dedicata a quella che diventerà sua moglie. Con i fratelli fonda anche una casa di edizioni musicali, la Fremus (acronimo che sta per Fratelli Reitano Edizioni MUSicali), che gestirà il fratello Vincenzo, dando vita anche a una casa discografica. All'inizio degli anni settanta Reitano diventa amico di Mariele Ventre, e nel 1973 scrive una canzone che partecipa e vince lo Zecchino d'oro, La sveglia birichina: il brano ottiene un notevole successo presso i bambini, anche nell'interpretazione del personaggio di Topo Gigio. Fra il 1978 e il 1979 presenta la trasmissione televisiva per ragazzi Gioco-città. Scrive inoltre Ciao amico, che dal 1976 al 1984 diventa la sigla del festival canoro. Nel 1978 torna alle canzoni per bambini, e incide Keko il tricheco per l'etichetta Eleven, di proprietà di Augusto Martelli e Aldo Pagani.

### Anni ottanta
Nel 1980 pubblicherà due 45 giri con altre canzoni per bambini, In tre (con sul retro una sua versione di La sveglia birichina) e un intero album (Le più belle canzoni per bambini), cantando classici come Lettera a Pinocchio, Bibbidi bobbidi bu e I sogni son desideri.
Compone per l'Inter, nel 1980, l'inno Alè Inter. La musica era stata composta da Reitano come parte della colonna sonora del film Lady Football, interpretato dallo stesso Reitano, e successivamente adattata come inno dei nerazzurri, cambiando ovviamente il testo.
Nel 1988 si ripresenta a Sanremo con il brano Italia, che diventerà uno dei suoi più celebri, scritto da Umberto Balsamo (e pensato all'inizio per Luciano Pavarotti). Sempre al Festival del 1988 vinse come autore la categoria Nuove Proposte con i Future per i quali scrive Canta con noi.

### Anni novanta e duemila
Al Festival della canzone italiana andrà poi nel 1990 (15º con Vorrei), nel 1992 (Ma ti sei chiesto mai, senza accedere in finale) e nel 2002 (con La mia canzone, inclusa nel suo ultimo album La mia canzone, Le mie canzoni, contenente i suoi più grandi successi musicati e diretti da Alterisio Paoletti ed eseguiti dalla sua nuova band formata da giovani musicisti di talento: Giovanni Francesca, Giulio Boniello, Marco Colella, Antonio Toni Romano e il nipote Rocco Reitano, suo stretto collaboratore dal 1988). Nel 1992 scrive per Donatella Moretti la canzone Sei tu, che la cantante perugina include nel suo album Affetti personali.
Nel 2000 partecipa all'incisione dell'inno del centenario della Lazio.
Nel 2001 partecipa al Concerto di Primavera tenutosi al Taj Mahal, storico casinò di Atlantic City, insieme a Mario Merola, Anna Calemme e Little Tony, e alla trasmissione di Canale 5 La notte vola, un revival degli anni ottanta condotto da Lorella Cuccarini, dove arriva alla vittoria finale proprio con Italia. Come attore la sua partecipazione più significativa è un cameo nel 1996 nel film Sono pazzo di Iris Blond di Carlo Verdone, nel quale interpreta sé stesso con discreta autoironia.
Nel 2002 incide una cover in lingua italiana del famoso pezzo Basket Case dei Green Day, intitolata Mino, dove vai?; la canzone non è mai stata pubblicata, ma Reitano ne ha fornito una performance dal vivo in una puntata del Maurizio Costanzo Show.
Il suo ultimo concerto dal vivo fu il 1º ottobre 2006 a Pescara, ripreso in parte dalle telecamere di Rai 3; nel 2007 tenne l'ultima esibizione dal vivo, nel programma televisivo Piazza Grande su Rai 2. Apparve per l'ultima volta in tv il 12 febbraio 2008 a La vita in diretta su Rai 1.

### Morte
Nel 2007 gli viene diagnosticato un cancro all'intestino. Subisce due interventi chirurgici, ma muore ad Agrate Brianza il 27 gennaio 2009, all'età di 64 anni. I funerali sono avvenuti il 29 gennaio, nella chiesa di Sant'Eusebio di Agrate Brianza. Tra i partecipanti, il conduttore televisivo Mike Bongiorno e i cantanti Memo Remigi, Little Tony, Gianni Morandi, Massimo Ranieri, Roby Facchinetti, Claudia Mori e Adriano Celentano. Quest'ultimo, dopo i funerali, lo ricordava così: «Eravamo amici, la domenica andavo a giocare a pallone da lui». Fu sepolto nel cimitero di Agrate Brianza.

## Partecipazioni al Festival di Sanremo
| Anno         | Categoria | Brani                            | Duettante                        | Piazzamento   |
| ------------ | --------- | -------------------------------- | -------------------------------- | ------------- |
| Sanremo 1967 | Artisti   | Non prego per me                 | In abbinamento con i The Hollies | non finalista |
| Sanremo 1969 | Artisti   | Meglio una sera piangere da solo | In abbinamento con Claudio Villa | non finalista |
| Sanremo 1974 | Artisti   | Innamorati                       |                                  | finalista     |
| Sanremo 1988 | Artisti   | Italia                           |                                  | 6º            |
| Sanremo 1990 | Artisti   | Vorrei                           |                                  | 19º           |
| Sanremo 1992 | Artisti   | Ma ti sei chiesto mai            |                                  | non finalista |
| Sanremo 2002 | Artisti   | La mia canzone                   |                                  | 18º           |

## Premi e riconoscimenti
- Il 25 ottobre 2009 il servizio postale italiano ha emesso un francobollo da 1,00 € dedicato a Mino Reitano facente parte di una serie di tre valori dedicati alla storia della musica italiana (gli altri due francobolli, rispettivamente da 0,65 € e da 1,50 €, sono stati dedicati al tenore Luciano Pavarotti ed al compositore Nino Rota).
- La sera del 19 febbraio 2009, durante il Festival di Sanremo 2009, Paolo Bonolis ha ricordato Reitano, facendo cantare a Ornella Vanoni il brano Una ragione di più, mentre il giorno dopo ha consegnato il premio postumo alla carriera alla moglie Patrizia. Nel corso della serata finale del Festival gli viene assegnata anche la "Palma d'oro", il trofeo simbolo della kermesse sanremese.
- Sabato 14 aprile 2012 su Rai 1, in prima serata, è andato in onda Avevo un cuore che ti amava tanto, un programma a lui dedicato a tre anni dalla scomparsa e condotto da Massimo Giletti (nella veste anche di coautore). Oltre alla moglie Patrizia - che ha ideato la trasmissione - e alle due figlie, alla festa hanno partecipato Gianni Morandi e Massimo Ranieri che hanno interpretato alcune sue canzoni; varie le testimonianze di chi lo ha conosciuto nel campo musicale e televisivo. Alla trasmissione partecipa pure Gigliola Cinquetti che canta 'Meglio una sera piangere da sola', canzone presentata da Mino Reitano al Festival di Sanremo 1969.
- Il 7 dicembre 2015 il comune di Reggio Calabria gli ha intitolato il Piazzale della Libertà.
- Il 5 novembre 2014 su Rai 2 è andato in onda uno speciale di Emozioni dedicato a Mino Reitano.
- Il Comune di Malvito, in provincia di Cosenza, su proposta del sindaco Giovanni Cristofalo, ha intitolato il Piccolo Teatro Comunale a Mino Reitano.
- Il comune di San Marco Argentano, il 6 agosto 2018, ha intitolato una piazza nei pressi della Casa della Salute a Mino Reitano.

## Discografia

### Album

#### 33 giri
- 1969 - Mino canta Reitano (Ariston Records, AR 10031)
- 1971 - L'uomo e la valigia (Durium, ms AI 77266)
- 1972 - Ti amo tanto tanto (Durium, ms AI 77296)
- 1973 - Partito per amore (Durium, ms AI 77322)
- 1974 - Tutto Mino (Durium, ms AI 77338)
- 1975 - Dedicato a Frank (Durium, ms AI 77361)
- 1976 - Omaggio alla mia terra (Durium, ms AI 77376)
- 1976 - I miei successi (Ariston Records, serie economica Oxford)
- 1976 - Sogno d'amore (Durium, ms AI 77388)
- 1980 - Ok mister (Mister, MRL 1001)
- 1980 - Le più belle canzoni per bambini (Mister, SM 702)
- 1981 - Omaggio a Napoli (Mister, MRL 1002)
- 1985 - Isole d'amore (Five Record, FM 13542)[22]
- 1986 - I cantautori (Five Record, FM 13564)
- 1987 - Questo uomo ti ama (Five Record)
- 1990 - Vorrei (Fonit Cetra)
- 1992 - Ma ti sei chiesto mai (Fonit Cetra, MFLP 020)

#### CD
- 1991 - Mino Reitano Story (Air Plane APCD 2002; nuove registrazioni)
- 1994 - Canne al vento (BMG)
- 1996 - Il meglio - Dal vivo (DV More Record DV 2027; dal vivo)
- 1999 - Musica tua - i Grandi Successi (raccolta)
- 2000 - Flashback - i Grandi successi originali (doppio; raccolta)
- 2002 - La mia canzone...le mie canzoni (Cassiopea Music, CAS 507630 2)
- 2004 - Italia - Dal vivo (DV More Record DV 6744; ristampa di DV 2027 con copertina diversa)

### Singoli

#### 45 giri
- 1961 - Tu sei la luce/Non sei un angelo
- 1963 - Robertina Twist/Nun te ne andà (Euterpe, C.P. 103; pubblicato con la denominazione Beniamino, con il complesso Franco Reitano & His Brothers)
- 1963 - Twist Time/Silvanetta (Euterpe, C.P. 104; pubblicato con la denominazione Beniamino, con il complesso Franco Reitano & His Brothers)
- 1963 - A fami/Abballa a mastranza (Euterpe, C.P. 129; pubblicato con la denominazione Beniamino, con il complesso F. Reitano)
- 1964 - Der Großmogul Von Istanbul/Du Bist Groß Bei Mir Im Kommen (Telefunken, U 55797; pubblicato in Germania con la denominazione Beniamino)
- 1965 - Sergente York/Aspetta (Escalation, EN002; pubblicato con la denominazione I Fisici)
- 1966 - La fine di tutto/Il nostro tempo (Dischi Ricordi, SRL 10.441)
- 1967 - Non prego per me/Io farò la mia parte (Dischi Ricordi, SRL 10.448)
- 1967 - Hai già sofferto tanto/Quando cerco una donna (Dischi Ricordi, SRL 10.457)
- 1967 - Avevo un cuore (che ti amava tanto)/Liverpool addio (Ariston Records, AR 0231)
- 1968 - Una chitarra, cento illusioni/Per un uomo solo (Ariston Records, AR 0281)
- 1969 - Daradan/Ho giocato a fare il povero (Ariston Records, AR 0310)
- 1969 - Meglio una sera (piangere da solo)/Non aver nessuno da aspettare (Ariston Records, AR 0311)
- 1969 - Gente di Fiumara/Fantasma biondo (Ariston Records, AR 0328)
- 1970 - 100 colpi alla tua porta/Questa voce non è mia (Ariston Records, AR 0355)
- 1970 - Ricordo il profumo dell'erba/Questo amore (Ariston Records, AR 0373)
- 1970 - La pura verità/Bocca rossa (Durium, Ld A 7700)
- 1971 - L'uomo e la valigia/Ma perché... (Durium, Ld A 7705)
- 1971 - Una ferita in fondo al cuore/La pura verità (Durium, Ld A 7710)
- 1971 - La leggenda di Tara Poki / E sì ... vado avanti così (Durium, Ld A 7717)
- 1971 - Era il tempo delle more/Nella mia mente la tempesta (Durium, Ld A 7720)
- 1971 - Apri le tue braccia e abbraccia il mondo/Lasciala stare (Durium, Ld A 7740)
- 1972 - Ciao vita mia/Il mio silenzio (Durium, Ld A 7744)
- 1972 - Stasera non si ride e non si balla/Un giorno importante (Durium, Ld A 7755)
- 1972 - L'amore è un aquilone/Era un giorno qualunque (Durium, Ld A 7775)
- 1972 - Calabria mia/Micu sarabanda (Durium, Ld A 7778)
- 1972 - Cuore pellegrino/Cavaliere (Durium, Ld A 7793)
- 1973 - Tre parole al vento/Io lavoro ogni giorno (Durium, Ld A 7807)
- 1973 - L'abitudine/La nasconderei (Durium, Ld A 7823)
- 1973 - Se tu sapessi amore mio/Io sto con te, tu stai con me (Durium, Ld A 7836)
- 1974 - Innamorati/Vangelo 2000 (Durium, Ld A 7840)
- 1974 - Amore a viso aperto/Luci bianche luci blu (Durium, Ld A 7844)
- 1974 - L'amore ha detto addio/My compare (Durium, Ld A 7869)
- 1974 - Dolce angelo/Key (Durium, Ld A 7873)
- 1974 - Insieme noi/Tu mi manchi (Durium, Ld A 7874)
- 1975 - ...E se ti voglio/Per una sigaretta (Durium, Ld A 7881)
- 1975 - Terre lontane/Profumi d'amore (Durium, Ld A 7892)
- 1976 - Quelli che si amano/Che sentimento (Durium, Ld A 7915)
- 1976 - Quelli che si amano/Un'auto che va (Durium, Ld A 7916)
- 1976 - Sogno/Tu, dolcemente (Durium, Ld A 7946)
- 1977 - Innocente tu/Ora c'è Patrizia (Durium, Ld A 7975)
- 1978 - Vivere insieme/Cerco amore (Eleven, EL 70)
- 1978 - Keko il tricheco/Va il cow-boy (Eleven, EL 77)
- 1979 - Piccola donna/I tuoi silenzi (Eleven, EL 85)
- 1979 - Batticuore/Piccola donna (Eleven, EL 88)
- 1980 - Fammi volare/Che sentimento (Mister, ML 01/80)
- 1981 - San Francisco/Che bella sera (Mister, ML 07/80)
- 1981 - Lettera a Pinocchio/Flauto dolce (Mister, ML 08/80)
- 1981 - Io ti amerò/Che bella sera (Mister, MR A 101)
- 1981 - Alè Reggina/Un'ora per voi (Mister, MR A 109)
- 1981 - Bronzi di Riace/Una storia da scordare (Mister/Durium, MR A 113)
- 1982 - Ti amo davvero/Amore mio (Mister, MR A 118)
- 1983 - Innamorarsi è stato facile/Elisa (Fonit Cetra, SP 1796)
- 1984 - Storia d'amore per due/M'innamoro un po' (Five Record, FM 13048)
- 1984 - È lunedì/Key (Kicco, k63002)
- 1985 - Eloise/Finirà (Five Record, FM 13085)
- 1987 - Questo uomo/Rimani (Five Record, FM 13173)
- 1988 - Italia/Italia (strumentale) (Yep, YNP 995)
- 1990 - Vorrei/Vivere (Centotre, MFN 07)

### Compilation
- 1966 - Sanremo '66 (Dischi Ricordi, MRL 6050; Mino Reitano interpreta Mai mai mai Valentina, presentata da Giorgio Gaber e Pat Boone, ma in copertina il titolo è riportato per errore come Mai mai mai).
- 1974 - Piccola storia della canzone italiana (Rai, fuori commercio, dalla trasmissione radiofonica presentata da Silvio Gigli; Mino Reitano canta Non ti scordar di me).
- 1996 - Festival della canzone regina (RTI Music, fuori commercio, dalla trasmissione televisiva su Canale 5 presentata da Lorella Cuccarini; Mino Reitano canta Questo piccolo grande amore di Claudio Baglioni e Perdere l'amore di Massimo Ranieri).

### Cover
Mino Reitano amava molto cantare anche vari brani di genere rock. Ecco quelli più famosi cantati da lui nel corso della sua carriera:
- The Final Countdown - Europe
- Radio Gaga, We Are the Champions e The Show Must Go On - Queen
- Basket Case - Green Day (reinterpretata in italiano col titolo di ''Mino, dove vai'' nel 1994, ma mai pubblicata)

## Filmografia
- Tara Pokì, regia di Amasi Damiani (1971)
- Una vita lunga un giorno, regia di Ferdinando Baldi (1973)
- Povero Cristo, regia di Pier Carpi (1975)
- L'Italia in pigiama, regia di Guido Guerrasio (1977)
- Lady Football, regia di Italo Martinenghi (1979)
- Sono pazzo di Iris Blond, regia di Carlo Verdone (1996)
- L'ultimo mundial, regia di Antonella Ponziani e Tonino Zangardi (1999)

## Doppiatori italiani
- Massimo Turci in Una vita lunga un giorno
- Pino Colizzi in Povero Cristo

## Libri
- 1976 - Oh Salvatore! - Edizioni Virgilio, Milano